# Edward Capps
Edward Capps (Jacksonville, 21 dicembre 1866 – Princeton, 21 agosto 1950) è stato un filologo classico statunitense.
In suo onore, per il contributo dato, è stata fondata la Edward Capps Society.
Figlio di Stephen Reid Capps, un industriale e filantropo locale, e Rhoda Smith Tomlin, ottenne il bachelor of arts nel 1887 presso l'Illinois College e nel 1891 ottenne il Ph. D. presso la Yale University con una brillante tesi sul teatro nella Grecia classica.

A Yale conobbe William Rainey Harper che lo propose come docente presso la Chicago University nel 1892. Qui Capps condivise i suoi interessi con Paul Shorey, uno dei più importanti filologi dell'epoca. Nel 1893 proseguì i suoi studi accademici presso la American School of Classical Studies di Atene. Nel 1901 pubblicò la sua prima monografia, dal titolo From Homer to Theocritus: A Manual of Greek Literature, la prima storia della letteratura greca scritta da uno studioso statunitense.